# Tensione (film)
Tensione (Tension) è un film del 1949 diretto da John Berry.

## Produzione
Il film fu prodotto dalla Metro-Goldwyn-Mayer (MGM). Nell'ottobre 1948, Hollywood Reporter scriveva che la MGM aveva acquisito i diritti del racconto inedito di John Klorer per farne un veicolo per Robert Taylor e Van Heflin. Il film fu poi interpretato da Richard Basehart e da Barry Sullivan. Quest'ultimo, nei panni del tenente di polizia Collier Bonnabel, introduceva la storia intervallando con il suo commento la narrazione degli eventi.

### Dati tecnici
Douglas Shearer, direttore del dipartimento sonoro della MGM, appare nei credit come supervisore alla registrazione che utilizzò per il sonoro il sistema monofonico Western Electric Sound System.

## Distribuzione
Il copyright del film, richiesto dalla Loew's Inc., fu registrato il 16 novembre 1949 con il numero LP2651. Distribuito dalla Metro-Goldwyn-Mayer (MGM), il film uscì nelle sale cinematografiche statunitensi il 25 novembre 1949.